# Linea Jungang (servizio ferroviario metropolitano di Seul)
La linea Jungang del sistema ferroviario metropolitano di Seul (수도권 전철 중앙선 - 首都圈 電鐵 中央線, Sudogwon jeoncheol jungang-seon) è un servizio ferroviario metropolitano che collega il centro di Seul con la sua periferia orientale, sebbene le frequenze dei treni siano ancora basse rispetto alle tradizionali linee metropolitane.

## Storia
Il servizio è stato inaugurato nel 2005, grazie alla connessione fra parte della linea Gyeongwon (dalla stazione di Yongsan a quella di Hoegi) e della linea Jungang stessa.
- 9 dicembre 1978: elettrificazione e raddoppio del tratto di 12,7 km fra Yongsan e Cheongnyangni
- 1º aprile 1980: apertura delle stazioni di Seobinngo, Hannam e Hoegi
- 18 ottobre 1985: Apertura della stazione di Oksu in concomitanza con l'estensione della linea 3 della metropolitana
- 1º luglio 2001: spostamento della stazione di Oksu
- 16 dicembre 2005: raddoppio ed elettrificazione della sezione Cheongnyangni - Deokso (17,2 km) e inizio del servizio con elettrotreni metropolitani
- 27 dicembre 2007: elettrificazione e raddoppio della sezione di 5,9 km fra Deokso e Paldang
- 1º aprile 2008: avvio del servizio con solo macchinista a bordo (senza capotreno)
- 1º dicembre 2008: inizio del servizio espresso
- 29 dicembre 2008: elettrificazione e raddoppio dei 15,5 km fra Paldang e Guksu
- 23 dicembre 2009: elettrificazione e raddoppio dei 19,7 km fra Guksu e Yongmun
- 21 dicembre 2010: apertura delle stazioni di Sangbong e Obin. Raddoppio ed elettrificazione fra Sangbong e Mangu.
- dicembre 2014: avvio del servizio diretto sulla linea Gyeongui (in programma)

### Progetti futuri
Dal dicembre 2014, con il completamento dell'interramento della sezione urbana della linea Gyeongui, (linea Yongsan) i treni potranno proseguire oltre Yongsan e continuare fino a Munsan, vicino al confine con la Corea del Nord, creando quindi una sorta di lunga linea di metropolitana che taglierà orizzontalmente tutto il centro di Seul. Lungo la linea sono previsti diversi servizi ferroviari anche con altre linee ferroviarie, e il passaggio in parallelo fra le stazioni di Gongdeok e di Digital Media City con la linea AREX per gli aeroporti di Seul.

## Servizi
Sulla linea circolano principalmente treni sulla relazione Yongsan-Yongmun. Alcuni treni partono da Cheongnyangni, e altri sono limitati a Deokso, Paldang o Yangpyeong. La frequenza è di circa quattro treni all'ora fra Yongsan e DEokso, e di due all'ora per Yongmun.

### Servizio espresso
Nel dicembre 2008 è stato avviato un servizio espresso con due corse mattutine nella sola direzione di Yongsan. Il servizio metropolitano parte da Yangpyeong e giunge a Yongsan. 

### Stazioni
Con "E" è indicato il servizio espresso della mattina.
| Numero Stazione | Nome stazione | Nome coreano Hangŭl | Nome coreano Hanja | E | Interscambi                                                                    | Interscambi                                                                    | Interscambi                                                                    | Nome linea      | Distanza in km | Distanza totale | Luogo          | Luogo         |
|                 |               |                     |                    |   |                                                                                |                                                                                |                                                                                |                 |                |                 |                |               |
| K110            | Yongsan       | 용산                | 龍山               | ● | ■ Linea Sinbundang (2018) Korail: ■ Linea Gyeongui ● Linea 1 ■ Linea KTX Honam | ■ Linea Sinbundang (2018) Korail: ■ Linea Gyeongui ● Linea 1 ■ Linea KTX Honam | ■ Linea Sinbundang (2018) Korail: ■ Linea Gyeongui ● Linea 1 ■ Linea KTX Honam | Linea Gyeongwon | ---            | 0.0             | Seul           | Yongsan-gu    |
| K111            | Ichon         | 이촌                | 二村               | ● | ■ Linea Sinbundang (2018) ● Linea 4                                            | ■ Linea Sinbundang (2018) ● Linea 4                                            | ■ Linea Sinbundang (2018) ● Linea 4                                            | Linea Gyeongwon | 1.9            | 1.9             | Seul           | Yongsan-gu    |
| K112            | Seobinggo     | 서빙고              | 西氷庫             | ↑ |                                                                                |                                                                                |                                                                                | Linea Gyeongwon | 1.7            | 3.6             | Seul           | Yongsan-gu    |
| K113            | Hannam        | 한남                | 漢南               | ↑ |                                                                                |                                                                                |                                                                                | Linea Gyeongwon | 1.9            | 5.5             | Seul           | Yongsan-gu    |
| K114            | Oksu          | 옥수                | 玉水               | ● | ● Linea 3                                                                      | ● Linea 3                                                                      | ● Linea 3                                                                      | Linea Gyeongwon | 1.6            | 7.1             | Seul           | Seongdong-gu  |
| K115            | Eungbong      | 응봉                | 鷹峰               | ↑ |                                                                                |                                                                                |                                                                                | Linea Gyeongwon | 1.8            | 8.9             | Seul           | Seongdong-gu  |
| K116            | Wangsimni     | 왕십리              | 往十里             | ● | ● Linea 2 ● Linea 5 Korail: ■ Linea Bundang                                    | ● Linea 2 ● Linea 5 Korail: ■ Linea Bundang                                    | ● Linea 2 ● Linea 5 Korail: ■ Linea Bundang                                    | Linea Gyeongwon | 1.4            | 10.3            | Seul           | Seongdong-gu  |
| K117            | Cheongnyangni | 청량리              | 淸凉里             | ● |                                                                                | Linea Gyeongchun (uso comune)                                                  | ● Linea 1 ■ Linea Gyeongchun                                                   | Linea Gyeongwon | 2.4            | 12.7            | Seul           | Dongdaemun-gu |
| K118            | Hoegi         | 회기                | 回基               | ● | ● Linea 1                                                                      | Linea Gyeongchun (uso comune)                                                  | Linea Jungang                                                                  | 1.4             | 14.1           |                 | Seul           | Dongdaemun-gu |
| K119            | Jungnang      | 중랑                | 中浪               | ↑ |                                                                                | Linea Gyeongchun (uso comune)                                                  | Linea Jungang                                                                  | 1.8             | 15.9           | Jungnang-gu     | Seul           |               |
| K120            | Sangbong      | 상봉                | 上鳳               | ● | ● Linea 7 ■ Linea Gyeongchun                                                   | Linea Gyeongchun (uso comune)                                                  | Linea Jungang                                                                  | 0.8             | 16.7           | Jungnang-gu     | Seul           |               |
| K121            | Mangu         | 망우                | 忘憂               | ↑ | ■ Linea Gyeongchun                                                             | ■ Linea Gyeongchun                                                             | ■ Linea Gyeongchun                                                             | 0.6             | 17.3           | Jungnang-gu     | Seul           |               |
| K122            | Yangwon       | 양원                | 養源               | ↑ |                                                                                |                                                                                |                                                                                | 1.7             | 19.0           | Jungnang-gu     | Seul           |               |
| K123            | Guri          | 구리                | 九里               | ● | ● Linea 8 (2017)                                                               | ● Linea 8 (2017)                                                               | ● Linea 8 (2017)                                                               | 3.2             | 22.2           | Gyeonggi-do     | Guri-si        |               |
| K124            | Donong        | 도농                | 陶農               | ● |                                                                                |                                                                                |                                                                                | 1.7             | 23.9           | Gyeonggi-do     | Namyangju-si   |               |
| K125            | Yangjeong     | 양정                | 養正               | ↑ |                                                                                |                                                                                |                                                                                | 3.7             | 27.6           | Gyeonggi-do     | Namyangju-si   |               |
| K126            | Deokso        | 덕소                | 德沼               | ● | Linea Jungang (servizi regionali)                                              | Linea Jungang (servizi regionali)                                              | Linea Jungang (servizi regionali)                                              | 2.3             | 29.9           | Gyeonggi-do     | Namyangju-si   |               |
| K127            | Dosim         | 도심                | 陶深               | ● |                                                                                |                                                                                |                                                                                | 1.5             | 31.4           | Gyeonggi-do     | Namyangju-si   |               |
| K128            | Paldang       | 팔당                | 八堂               | ↑ |                                                                                |                                                                                |                                                                                | 4.2             | 35.6           | Gyeonggi-do     | Namyangju-si   |               |
| K129            | Ungilsan      | 운길산              | 雲吉山             | ↑ |                                                                                |                                                                                |                                                                                | 6.4             | 42.0           | Gyeonggi-do     | Namyangju-si   |               |
| K130            | Yangsu        | 양수                | 兩水               | ● |                                                                                |                                                                                |                                                                                | 1.9             | 43.9           | Gyeonggi-do     | Yangpyeong-gun |               |
| K131            | Sinwon        | 신원                | 新院               | ↑ |                                                                                |                                                                                |                                                                                | 4.7             | 48.6           | Gyeonggi-do     | Yangpyeong-gun |               |
| K132            | Guksu         | 국수                | 菊秀               | ↑ |                                                                                |                                                                                |                                                                                | 2.9             | 51.5           | Gyeonggi-do     | Yangpyeong-gun |               |
| K133            | Asin          | 아신                | 我新               | ↑ |                                                                                |                                                                                |                                                                                | 4.1             | 55.6           | Gyeonggi-do     | Yangpyeong-gun |               |
| K134            | Obin          | 오빈                | 梧濱               | ↑ |                                                                                |                                                                                |                                                                                | 2.8             | 58.4           | Gyeonggi-do     | Yangpyeong-gun |               |
| K135            | Yangpyeong    | 양평                | 楊平               | ● |                                                                                |                                                                                |                                                                                | 2.5             | 60.9           | Gyeonggi-do     | Yangpyeong-gun |               |
| K136            | Wondeok       | 원덕                | 元德               |   |                                                                                |                                                                                |                                                                                | 6.1             | 67.0           | Gyeonggi-do     | Yangpyeong-gun |               |
| K137            | Yongmun       | 용문                | 龍門               |   | Linea Jungang (servizi regionali)                                              | Linea Jungang (servizi regionali)                                              | Linea Jungang (servizi regionali)                                              | 5.6             | 72.6           | Gyeonggi-do     | Yangpyeong-gun |               |
| K138            | Jipyeong      | 지평                | 砥平               |   | Linea Jungang                                                                  | Linea Jungang                                                                  | Linea Jungang                                                                  | 3.8             | 75.0           | Gyeonggi-do     | Yangpyeong-gun |               |
|                 |               |                     |                    |   |                                                                                |                                                                                |                                                                                |                 |                |                 |                |               |

## Materiale rotabile

### Materiale in uso
- Korail serie 321000

### Materiale precedente
- Korail serie 1000
- Korail serie 5000
- Korail serie 6000